# トゥルク大学
トゥルク大学（University of Turku, フィンランド語: Turun yliopisto, スウェーデン語: Åbo universitet）は、フィンランド南西部の都市トゥルクにある大学。1920年に設立されたフィンランドで2番目に大きい大学である。学生数は約18,000。欧州大学連盟「コインブラ・グループ」の加盟校である。

## 歴史
トゥルクで最初の大学である トゥルク王立アカデミー （1640年創立、後のヘルシンキ大学）は、1827年のトゥルク大火の後、新首都ヘルシンキへに移転した。1822年にトゥルクで学び始めた人物にユーハン・ヴィルヘルム・スネルマン、エリアス・リョンロート、ユーハン・ルードヴィーグ・ルーネベリがいるが、この3人の銅像が大学丘に置かれている。
現在のトゥルク大学は1920年に設立された。当時のフィンランドの知識階級は、純粋なフィンランドの大学を欲しており、22,040人が設立の資金集めに寄与した。その資金収集活動と独立の達成は、現在の大学の標語「自由な民衆から自由な科学への贈り物」に反映されている。その資金提供者を記念して、「22040」という名のリキュールが大学の食品化学者達によって特別に製造された。これは、クラウドベリー、ナナカマド、クロウメモドキといったフィンランドに因んだ果実への敬意も表している。
設立当初、トゥルク大学は市の中心、市場広場の近隣に存在した。1950年代、新しいキャンパスがロシア丘（現在は大学丘として知られる）に建設された。1960年代になると大学は急速に拡大を始め、現在も成長は続いている。1974年に公的機関に制定された。

## 学生
約18,000人の学生の内、約5,000人が博士課程の学生である。最も大きな学部は、人文学部と数学･科学部。

## 組織
トゥルク大学には7つの学部がある。
- 人文学
- 数学・科学
- 医学
- 法律
- 社会科学
- 教育
- トゥルク経済学校

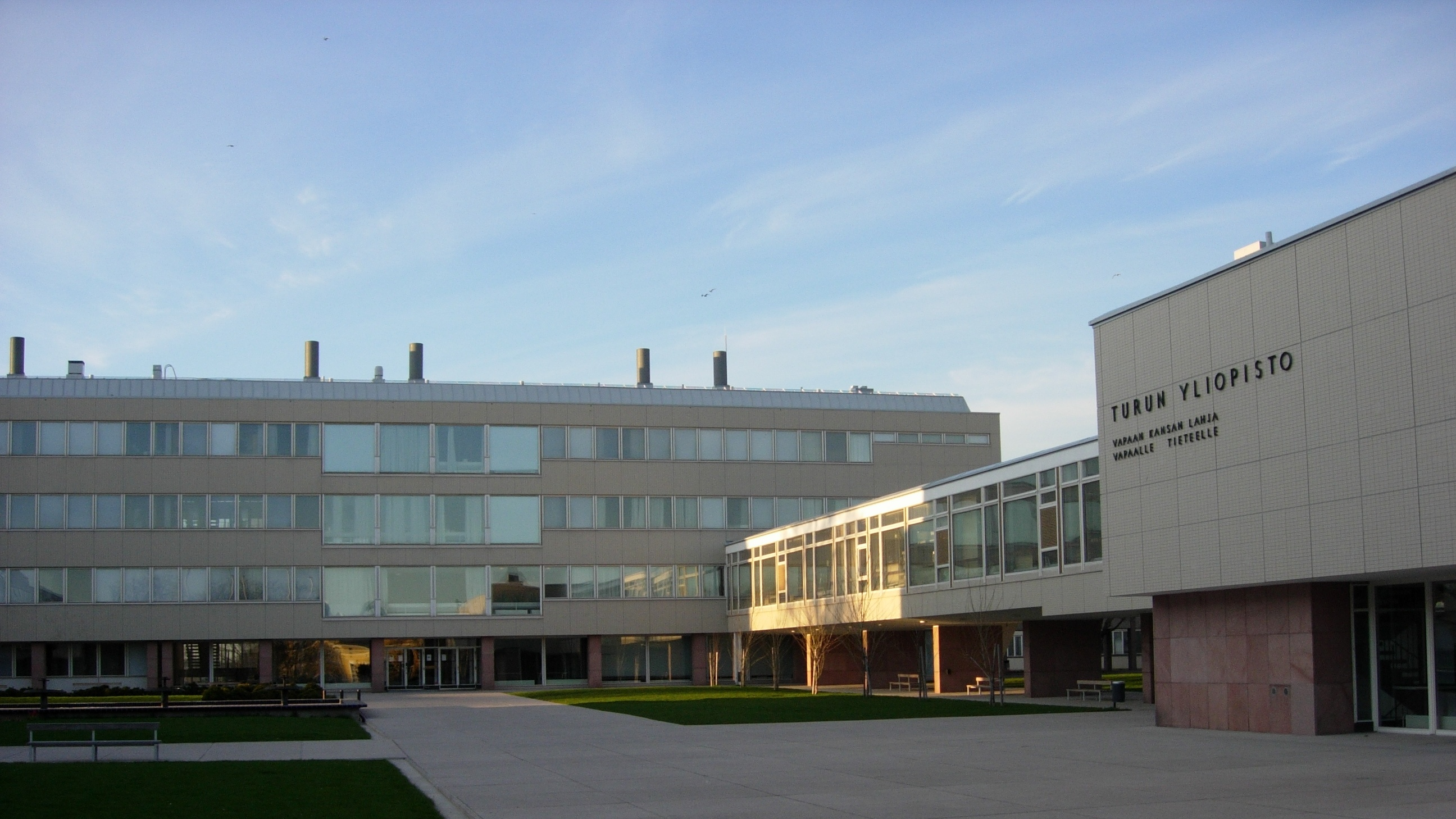
大学のメイン・キャンパス

また、上記の学部に属さない多くの施設を有する。
- 言語センター
- トゥルク大学所属ブラーヘアセンター
- 教育社会学研究センター「RUSE」
- フィンランドESOセンター
- トゥルク生命工学センター
- トゥルクPETセンター
- トゥルク情報工学研究教育センター「TUCS」

## キャンパス区域
トゥルク大学はTurku Science Parkの一部とキャンパスを共有している。管理施設とその周辺の複合施設は、1950年代に現在の大学丘となる場所に建設された。キャンパスは拡大を続け、19世紀に建てられた軍隊兵舎も獲得。近年では、「エドゥカリウム」と呼ばれる教育学部の建物と、社会科学部の「プブリクム」と呼ばれる社会科学部の建物が追加された。

## 研究
キシリトール

## 卒業生
- ニーロ・セヴァネン - 音楽家（インソムニウム）
- マウノ・コイヴィスト - 第9代フィンランド共和国大統領・第32代フィンランド共和国首相
- サウリ・ニーニスト - 第9代フィンランド共和国大統領
- ペッテリ・オルポ - 第47代フィンランド共和国首相
- ヴィッレ・ニーニスト - 欧州議会議員・元環境大臣
- アンニカ・サーリッコ - フィンランド中央党党首